# Hallucination partielle. Six images de Lénine sur un piano
Hallucination partielle. Six images de Lénine sur un piano est un tableau réalisé par Salvador Dalí en 1931. Exécutée sur toile à la peinture à l'huile et au vernis, cette œuvre surréaliste représente un homme assis face à un piano sur le clavier duquel apparaît six fois le visage de Vladimir Ilitch Lénine. Elle est conservée au musée national d'Art moderne, à Paris.